# José Carlos Martinez
José Carlos de Castro Martinez (São Paulo, 23 de maio de 1948 — Guaratuba, 4 de outubro de 2003) foi um empresário e político brasileiro.

## Carreira
No campo empresarial, fundou e presidiu até sua morte, as Organizações Martinez, controladora da Central Nacional de Televisão (CNT).
Já na política, foi eleito pela primeira vez em 1983. Presidiu o Partido Trabalhista Brasileiro (PTB), ao qual era filiado há onze anos. Antes, foi filiado ao Partido Democrático Social (PDS) (1981-1985), Partido do Movimento Democrático Brasileiro (PMDB) (1986-1989) e Partido da Reconstrução Nacional (PRN) (1990-1991).
Foi tesoureiro da candidatura de Fernando Collor de Mello, quando conseguiu notoriedade e pôde concorrer ao governo do Paraná em 1990, perdendo para Roberto Requião. Em 1992 foi acusado de receber 4,5 milhões de dólares de Paulo César Farias, dinheiro com o qual teria comprado a TV Corcovado. No segundo turno da eleição presidencial de 2002, apoiou o então candidato Luiz Inácio Lula da Silva. No governo Lula, tinha bom trânsito com a bancada governista.
Morreu aos 55 anos num acidente de avião. O político estava a bordo de um monomotor de sua propriedade que voava de Curitiba a Navegantes (Santa Catarina) quando a aeronave precipitou-se no território do município de Guaratuba, no Paraná.